# Cirrus Logic

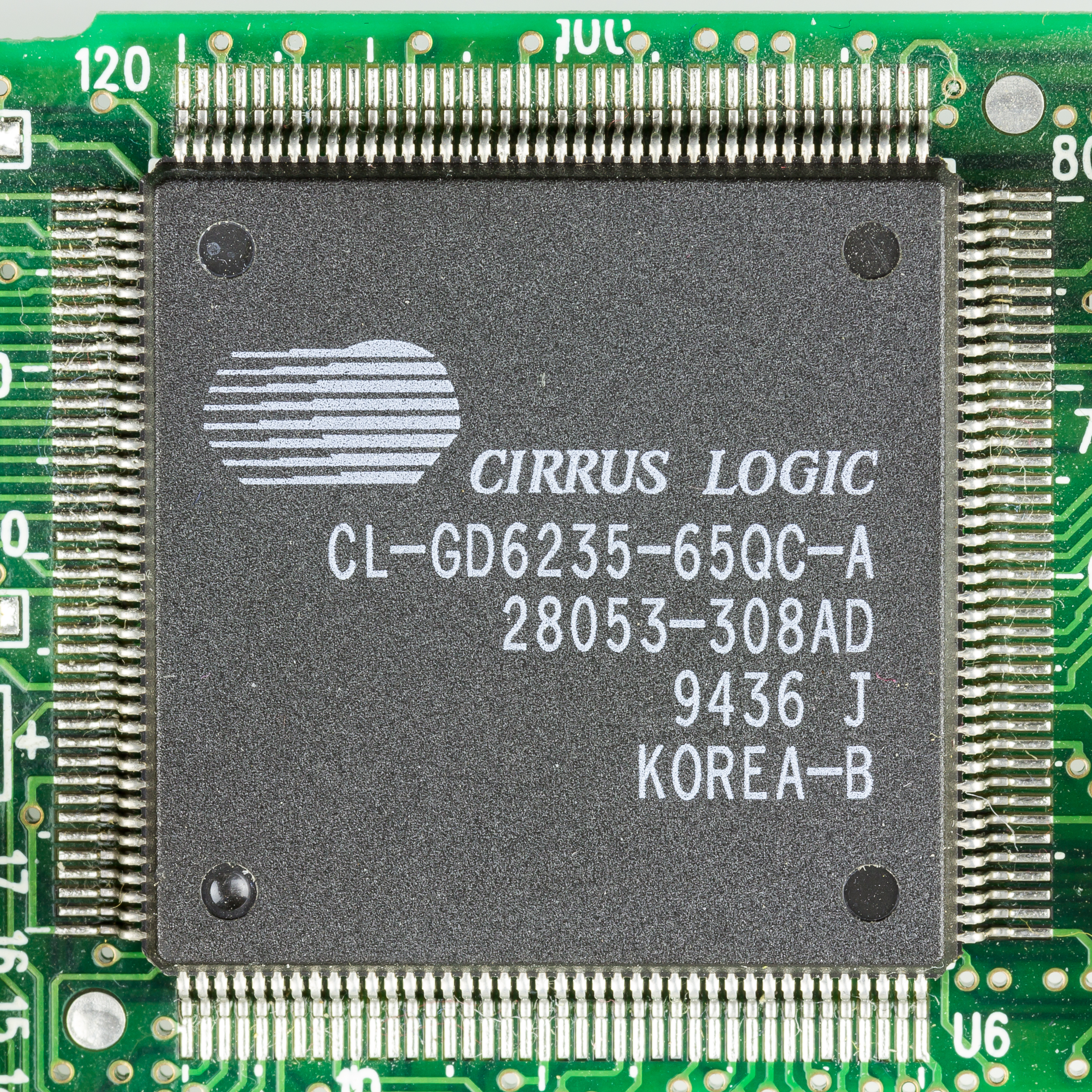
Мікросхема відеоконтролера Cirrus Logic CL-GD6235

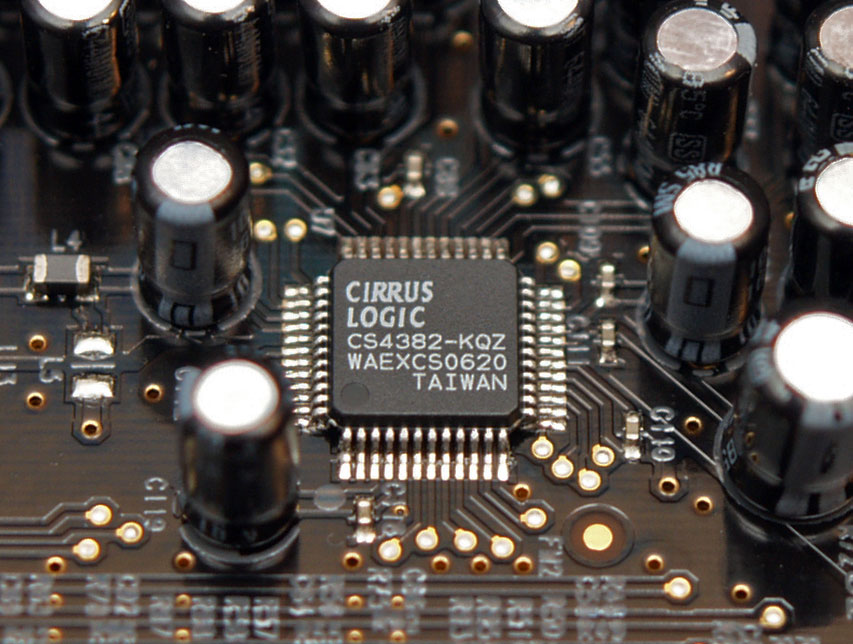
8-канальний ЦАП Cirrus Logic CS4382 на звуковій платі

Cirrus Logic Inc. — американська електронна компанія без власного виробництва, один зі світових лідерів з виробництва аналогових і цифрово-аналогових мікросхем і високопродуктивних систем на кристалах для обробки сигналів та даних — аудіо, відео та змішаних сигналів. Заснована в Солт-Лейк-Сіті в 1981 році, в 1984 отримала сучасну назву. Місце розташування: Кремнієва долина, США. Штаб квартира з 2015 року знаходиться в місті Остін, штат Техас, США. Представництва компанії розташовані у Великій Британії, Китаї, Південній Кореї, Сінгапурі, Тайвані, Японії.
Компанія володіє понад тисячею патентів на власні розробки і технології. 

## Продукція

### Мікросхеми обробки сигналів
- Сигнальні процесори, оптимізовані для використання в аудіопристроях;
- Підсилювачі аудіосигналів;
- Цифро-аналогові та аналого-цифрові конвертери;

### Мікроконтролери
- Мікроконтролери з ядром ARM, сумісні з ОС Windows, Android і Linux.
- Мікроконтролери для систем живлення, в тому числі — керування інверторами сонячних електростанцій.